# Roland Ekström
Roland Ekström (ur. 22 maja 1956 w Sztokholmie) – szwedzki szachista, reprezentant Szwajcarii od 1993, mistrz międzynarodowy od 1982 roku.

## Kariera szachowa
W 1972 r. zdobył w Skelleftei tytuł mistrza Szwecji juniorów. W latach 1975–1979 czterokrotnie uczestniczył w finałach indywidualnych mistrzostw kraju, największy sukces odnosząc w 1975 r. w Göteborgu, gdzie zdobył tytuł wicemistrza kraju. W 1981 r. wystąpił w reprezentacji Szwecji na rozegranych w Grazu drużynowych młodzieżowych (do lat 26) mistrzostwach świata, natomiast w 1989 r. – na drużynowych mistrzostwach Europy. Od początku lat 80. zaczął występować przede wszystkim w turniejach organizowanych w Szwajcarii. Na swoim koncie posiada cztery złote medale indywidualnych mistrzostw tego kraju, które zdobył w latach 1988, 1999, 2001 i 2008. W 1996, 1998 i 2002 r. trzykrotnie wystąpił na szachowych olimpiadach, w 2001 i 2007 r. – na drużynowych mistrzostwach Europy, natomiast w 1997 r. – na drużynowych mistrzostwach świata.
Dwukrotnie startował w turniejach strefowych (eliminacji mistrzostw świata, Drezno 1998 i Pula 2000), nie osiągając jednak znaczących wyników. Spośród jego sukcesów w turniejach międzynarodowych wymienić należy dz. I m. w Banja Luce (1987, wspólnie z Krunoslavem Hulakiem) oraz dz. I m. w Bad Wiessee (2000, wspólnie z Geraldem Hertneckiem, Konstantinem Lernerem i Aleksandrem Grafem).
Najwyższy ranking w dotychczasowej karierze osiągnął 1 lipca 1998 r., z wynikiem 2510 punktów zajmował wówczas 5. miejsce wśród szwajcarskich szachistów.

## Inne sukcesy
W latach 1998, 2000 i 2005 trzykrotnie zdobył tytuł mistrza Szwajcarii w tryktraku.